# Live at Stora Teatern
Live at Stora Teatern är en EP av Jens Lekman. Skivan utgavs på skivbolaget Secretly Canadian 2005.

## Låtlista
1. "You Are the Light" - 3:40
2. "I Saw Her in the Anti-War Demonstration" - 2:48
3. "Psychogirl" - 5:38
4. "They Should Have Given You the Oscar" (Gerry Goffin/Carole King) - 2:25
5. "F-Word" - 4:15
6. "Julie" - 4:50
7. "Happy Birthday, Dear Friend Lisa" - 4:13

### Fotnoter
1. ↑  ”Live at Stora Teatern”. Discogs.com. http://www.discogs.com/Jens-Lekman-Live-At-Stora-Teatern/release/3090854. Läst 12 april 2012.